# 最高法院 (中華民國)
最高法院，簡稱最高院、最高，是中華民國的終審機關之一，位於臺灣臺北市中正區。在二元訴訟制度下，屬於普通法院，行政組織上則隸屬於司法院。最高法院與最高行政法院與懲戒法院為中華民國法院制度的三個終審法院。

## 歷史沿革

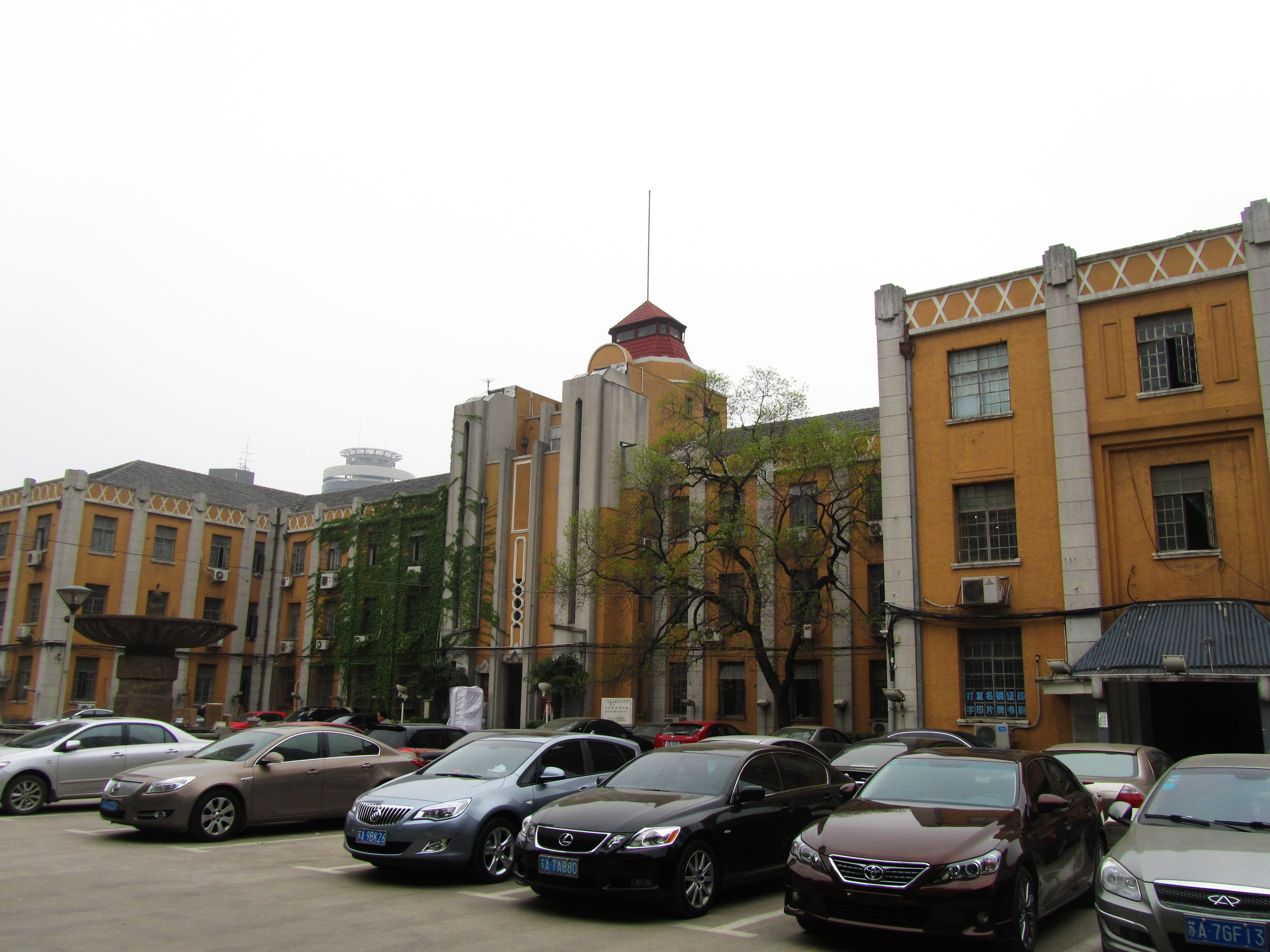
位於南京市的國民政府最高法院舊址

清光緒三十二年（1906年），清廷頒行《大理院審判編制法》，改大理寺為大理院。翌年正式制定大理院官制，為全國最高終審機關，並配置總檢察廳。中華民國成立之後，大理院獲保留。1927年3月，國民政府遷都武漢，在武漢成立最高法院，原廣州國民政府大理院改為廣州分院；4月，蔣中正發動清黨，在南京另立國民政府，並於11月17日在南京成立最高法院；12月，南京國民政府接收武漢最高法院，改為武漢分院；翌年，南京國民政府公布《國民政府最高法院組織法》，定最高法院為全國終審審判機關，至此最高法院正式成立。
《中華民國憲法》施行以前，最高法院在各地曾設有分院，分別為廣東（1927年3月由原廣州大理院改組，1928年6月撤銷）、雲南（1927年10月由原大理院雲南分院改組，1933年9月撤銷）、山西（具體設置及撤銷年代不明）、東北（1929年1月由奉系東北最高法院改組，1931年因日本攻佔東北而自然消亡）、西南（1932年由西南政務委員會成立，1936年7月撤銷）5所，抗戰前夕均已裁撤。
1949年3月，最高法院隨司法院先遷往廣州；同年8月，最高法院由廣州遷至台北市，置於重慶南路司法大廈內辦公。1992年3月23日，最高法院遷入長沙街最高法院院宇大樓。

## 院長

### 資格
根据《法院組織法》第50條之規定，最高法院院長係特任官，由總統任命，並無固定之任期；但依《司法人員人事條例》第16條之規定，最高法院院長應就具下列資格之一，並有領導才能者遴任之：
- 曾任司法院大法官、最高法院院長、最高檢察署檢察總長、最高行政法院院長或懲戒法院院長者。
- 曾任最高法院法官、最高檢察署檢察官、高等法院院長或高等檢察署檢察長合計五年以上者。
- 曾任實任法官、檢察官十年以上，或任實任法官、檢察官並任司法行政人員合計十年以上者。

### 職務
依據《法院組織法》第50條之規定，綜理全院行政事務，並任法官。

### 歷任院長
訓政時期
| 姓名   | 就任時間       | 卸任時間       |
| ------ | -------------- | -------------- |
| 徐元誥 | 1927年11月5日  | 1928年11月13日 |
| 林翔   | 1928年11月13日 | 1932年11月5日  |
| 居正   | 1932年11月5日  | 1935年7月22日  |
| 焦易堂 | 1935年7月22日  | 1940年9月26日  |
| 李茇   | 1941年1月30日  | 1945年2月3日   |
| 夏勤   | 1945年2月3日   | 1948年7月13日  |

憲政時期
| 姓名   | 就任時間       | 卸任時間       |
| ------ | -------------- | -------------- |
| 謝瀛洲 | 1948年         | 1966年         |
| 查良鑑 | 1966年         | 1967年         |
| 陳樸生 | 1967年         | 1972年         |
| 錢國成 | 1972年         | 1987年         |
| 褚劍鴻 | 1987年         | 1993年         |
| 王甲乙 | 1993年         | 1996年         |
| 葛義才 | 1996年         | 1997年12月10日 |
| 林明德 | 1997年12月11日 | 2001年9月17日  |
| 吳啟賓 | 2001年9月18日  | 2007年9月11日  |
| 楊仁壽 | 2007年9月12日  | 2012年2月15日  |
| 楊鼎章 | 2012年2月16日  | 2015年10月26日 |
| 鄭玉山 | 2015年10月27日 | 2020年3月31日  |
| 吳燦   | 2020年4月1日   | 2023年5月31日  |
| 高孟焄 | 2023年6月1日   | 現任           |

## 組織
最高法院組織如下編制：
- 最高法院院長
  - 民刑事庭庭長會議
  - 民刑事庭總會議
  - 民事庭庭長會議
  - 民事庭會議
  - 民事大法庭
  - 民事庭（第1至8庭）
  - 刑事庭庭長會議
  - 刑事庭會議
  - 刑事大法庭
  - 刑事庭（第1至9庭）
  - 書記廳
    - 民事庭書記科（第1至8庭）
    - 民事科
      - 編案股
      - 審查股
      - 分案股
      - 速檢股

    - 刑事庭書記科（第1至9庭）
    - 刑事科
      - 編案股
      - 審查股
      - 分案股
      - 速檢股

    - 文書科
      - 文牘股
      - 收文股
      - 發文股
      - 繕印股
      - 監印股
      - 機密股

    - 訴訟輔導科
    - 資料科
    - 事務科
    - 研考科
    - 法警室

  - 人事室
  - 會計室
  - 統計室
  - 政風室
  - 資訊室
  - 各類委員會
    - 民間之公證人懲戒覆審委員會
    - 司法院刑事補償法庭
    - 律師懲戒覆審委員會
    - 國家賠償事件處理委員會
    - 法官職務評定
    - 考績委員會
    - 甄審委員會
    - 法官自律委員會
    - 財務收支審議委員會

## 管轄與權責

### 案件
除了行政事件依據《行政法院組織法》，以最高行政法院為其終審法院之外，依據《法院組織法》第48條之規定，中華民國最高法院管轄下列事件：
- 不服高等法院及其分院第一審判決而上訴之刑事訴訟案件。
- 不服高等法院及其分院第二審判決而上訴之民事、刑事訴訟案件。
- 不服高等法院及其分院裁定而抗告之案件。
- 非常上訴案件。
- 其他法律規定之訴訟案件。

然而除了本條之規定外，最高法院依據《民事訴訟法》及《刑事訴訟法》、《智慧財產案件審理法》和《軍事審判法》之規定，尚管轄下列幾種案件：
- 對於簡易訴訟程序之第二審裁判，逕向最高法院提起上訴或抗告之案件。（《民事訴訟法》第436-2條）
- 第三審法院管轄之民、刑事再審案件。（《民事訴訟法》第499條、《刑事訴訟法》第426條）
- 當事人對於第一審法院依通常訴訟程序所為之終局判決，就其確定之事實認為無誤，而合意逕向第三審法院上訴之民事案（飛躍上訴（英语：Leapfrog appeal））。（《民事訴訟法》第466-4條）
- 依據《智慧財產案件審理法》第20條或26條上訴於第三審法院之民、刑事案件。
- 依據軍事審判法第181條，經高等軍事法院或最高軍事法院宣告死刑或無期徒刑之案件。

不過並非上述所稱的所有案件皆能上訴之最高法院，各類案件依據民、刑事訴訟法規，分別尚有不同之限制：

#### 民事案件
從上述法院組織法可知，最高法院管轄不服高等法院及其分院第二審判決而上訴之民事訴訟案件，然而並非所有第二審判決都可以上訴到最高法院，因為依據《民事訴訟法》第466條第1項之規定，因上訴所得受之利益，不逾新台幣100萬元者，不得上訴。且同條第3項更規定司法院得因情事需要，以命令增減50萬元。而司法院已於2002年將上訴第三審之利益額數，提高為新台幣150萬元。故可知，目前就上訴利益額未滿150萬的民事案件不得上訴至最高法院。
另外，依據《民事訴訟法》第466-1條，採取律師強制代理，亦即所有要上訴至最高法院的第三審案件必須要委任律師為其訴訟代理人，如未委任律師即提起上訴，則第二審法院應命其補正，若當事人未於期間內補正，亦未依第466-2條聲請第三審法院為之選任律師為訴訟代理人時，則第二審法院應以上訴不合法，裁定駁回。
最後，同法第469-1條更規定，除了以第469條各款所規定將造成判決當然違背法令之事由以外的其他事由提起第三審上訴，須經最高法院的許可，是為「上訴許可制」。

#### 刑事案件
對於刑事案件，《刑事訴訟法》對此亦有所規定，即使符合《法院組織法》第48條所列的案件也不一定能夠上訴至最高法院；《刑事訴訟法》第376條便基於訴訟經濟的考量，對於輕微案件設有例外規定，下列案件不得上訴於最高法院：
1. 最重本刑為三年以下有期徒刑、拘役或專科罰金之罪。
2. 《刑法》第320條、第321條之竊盜罪。
3. 《刑法》第335條、第336條第2項之侵占罪。
4. 《刑法》第339條、第341條之詐欺罪。
5. 《刑法》第342條之背信罪。
6. 《刑法》第346條之恐嚇罪。
7. 《刑法》第349條第1項之贓物罪。

但若是上列各罪，第一審非有罪判決，而第二審撤銷改判有罪者，此種情況若仍不能上訴，司法院釋字第752號解釋認為沒有使其能在第一次被判有罪後至少獲得一次救濟，有突襲裁判之嫌。因此《刑事訴訟法》事後修正，第一審法院所為無罪、免訴、不受理或管轄錯誤之判決，經第二審法院撤銷並諭知有罪之判決者，被告或得為被告利益上訴之人得提起上訴。但依此但書上訴三審者，若經撤銷發回後仍判決有罪者，就不能再次上訴於最高法院。
於《刑事妥速審判法》亦有規定對於上訴最高法院之限制：
1. 案件自第一審繫屬日起已逾六年且經最高法院第三次以上發回後，第二審法院更審維持第一審所為無罪判決，或其所為無罪之更審判決，如於更審前曾經同審級法院為二次以上無罪判決者，不得上訴於最高法院。
2. 除前條情形外，第二審法院維持第一審所為無罪判決，提起上訴之理由，以下列事項為限：
  1. 判決所適用之法令牴觸憲法。
  2. 判決違背司法院解釋[註 1]。
  3. 判決違背判例[註 2]。

#### 其他案件
有關刑事補償之案件，補償請求人不服初審機關之決定者，得聲請「司法院刑事補償法庭」覆審（刑事補償法第18條第1項）。司法院刑事補償法庭法官，由司法院院長指派之最高法院院長及法官四至十二人兼任，分庭辦理刑事補償事務。每庭由院長與法官四人組成（刑事補償事件審理規則第18條）。 
對於律師懲戒委員會之決議請求覆審案件，律師懲戒覆審委員會，法官三人由最高法院指定，檢察官三人由最高檢察署指定，律師七人由全國律師聯合會推薦，學者或社會公正人士二人由最高法院就最高檢察署及全國律師聯合會各自推舉三人之名單中遴聘之；委員長由委員互選之（律師懲戒及審議細則第2條第2項）。

### 大法庭
依《法院組織法》第51-1條，最高法院設民事大法庭、刑事大法庭，裁判法律爭議。
民事大法庭、刑事大法庭裁判法律爭議，各以法官十一人合議行之，並分別由最高法院院長及其指定之庭長，擔任民事大法庭或刑事大法庭之審判長。民事大法庭、刑事大法庭之庭員，由提案庭指定庭員一人及票選之民事庭、刑事庭法官九人擔任。
最高法院審理案件，若目前預計採用的法律見解，與先前最高法院裁判所採用的見解相違背，應啟動徵詢程序，詢問其他各庭之意見，如果各庭所發表之見解一致，則達成統一見解之目的，不須提案至大法庭；之後的裁判皆須遵循此統一見解，否則應循相同步驟重新徵詢。
若經上述徵詢程序，其中有不同意見者，應提案至大法庭進行裁判。經大法庭裁判後，原因案件受該大法庭裁判之意旨拘束；其他案件者若擬不採大法庭之見解，應循徵詢之程序重新提案至大法庭挑戰該見解，否則亦應採用相同見解。
2022年1月4日《憲法訴訟法》生效後，雖然該日前送達的確定判決不得依新法提出裁判憲法審查，但若確定判決採用了大法庭見解，則例外允許於修正生效後六個月內聲請。

#### 判例編修
2018年12月7日前，最高法院依據《法院組織法》第57條第1項之規定，就其所持之法律見解，認為有編為判例之必要時，可以召開民、刑事庭會議或民、刑事庭總會加以決議後，將特定的判決選為判例。而判例的效力，依據司法院釋字第154號解釋理由書 可知，最高法院及行政法院判例，在未變更前，有其拘束力，可為各級法院裁判之依據，同時亦為違憲審查之標的，具有類似於法律和命令的地位。而依《法院組織法》第57條第2項之規定，若最高法院認為判例有變更之需要時，也可以上開程序加以變更或是宣告不再援用。
判例雖曾作為違憲審查標的，但按司法院釋字第687號解釋理由書：「判例乃該院為統一法令上之見解，所表示之法律見解，與法律尚有不同，非屬法官得聲請解釋之客體。」，其範圍有所限縮。
2018年12月7日後，《法院組織法》修法生效，自此判例制度走入歷史，以新的大法庭制度取代；修正生效前已選編之判例，自此其效力與不是判例的最高法院裁判相同。

## 外部連結
- 中華民國最高法院 （页面存档备份，存于）（繁體中文）（英文）